# Saylee Swen
Saylee Swen (sinh ngày 29 tháng 2 năm 1984 ở Monrovia) là một cầu thủ bóng đá người Liberia (thủ môn) hiện tại thi đấu cho LPRC Oilers. Anh cũng là một thành viên của Đội tuyển bóng đá quốc gia Liberia.